# Grandchamp-des-Fontaines
Grandchamp-des-Fontaines (vor 2023 Grandchamps-des-Fontaines; bretonisch: Gregamp-ar-Feunteunioù) ist eine französische Gemeinde mit 6910 Einwohnern (Stand: 1. Januar 2022) im Département Loire-Atlantique in der Region Pays de la Loire. Grandchamp-des-Fontaines gehört zum Arrondissement Châteaubriant-Ancenis und zum Kanton La Chapelle-sur-Erdre. Die Einwohner werden Grandchampenois genannt.

## Geografie
Grandchamp-des-Fontaines liegt etwa 20 Kilometer nördlich des Stadtzentrums von Nantes, am Flüsschen Boire de Nay (hier noch Ruisseau de Curette genannt), das in die Erdre mündet. Umgeben wird Grandchamp-des-Fontaines von den Nachbargemeinden Héric im Norden und Nordwesten, Casson im Norden und Nordosten, Sucé-sur-Erdre im Osten, La Chapelle-sur-Erdre im Südosten, Treillières im Süden sowie Notre-Dame-des-Landes im Westen.
Durch die Gemeinde führt die Route nationale 137.

## Bevölkerungsentwicklung
| Jahr | Einwohner |
| ---- | --------- |
| 1962 | 1281      |
| 1968 | 1291      |
| 1975 | 1578      |
| 1982 | 2223      |
| 1990 | 2464      |
| 1999 | 3464      |
| 2006 | 4225      |
| 2017 | 6016      |

## Sehenswürdigkeiten
- Himmelfahrts-Kirche
- Kapelle Notre-Dame-des-Fontaines aus dem 17./18. Jahrhundert

## Gemeindepartnerschaft
Mit der britischen Gemeinde Ashton Keynes in Wiltshire (England) besteht eine Partnerschaft.